# Coperonus comptus
Coperonus comptus är en kräftdjursart som beskrevs av Wilson 1989. Coperonus comptus ingår i släktet Coperonus och familjen Munnopsidae. Inga underarter finns listade i Catalogue of Life.